# فرضية علاقة الإجهاض مع سرطان الثدي
فرضية علاقة الإجهاض مع سرطان الثدي (بالإنجليزية: Abortion–breast cancer hypothesis) وهي تفترض أن الإجهاض المُتعمد يُمكن أن يؤدي إلى ارتفاع إمكانية حدوث الإصابة بسرطان الثدي. تتناقض هذه الفرضية مع الرأي العلمي الحالي ومع كبار المُنظمات الطبية. تزداد مستوى الهرمونات في بدايات الحمل والذي يؤدي بدوره إلى زيادة حجم الثدي. تتحدث الفرضية عن أن في حال حُدوث انقطاع الحمل عن طريق الإجهاض، فأنه سوف ينتجُ عدد من الخلايا غير الناضجة مؤدية إلى خطر أكبر مُحتمل للأصابة بسرطان الثدي مع الوقت.
ظلت هذه الفرضية محل جدل لوقت طويل، وتوصل المجمع العلمي إلى أن الإجهاض لا يسبب سرطان الثدي. وأن سرطان الثدي لا يجب أن يكون محل قلق من السيدات اللائي لم يكتمل حملهن أو اللواتي يردن الإجهاض. وقد تم دعم هذا الإتجاه من جهات طبية كثيرة، بما فيها منظمة الصحة العالمية، المعهد الوطني للسرطان، جمعية السرطان الأمريكية، الكلية الأمريكية لأطباء الأمراض النسائية والتوليد، الكلية الملكية لأطباء النساء والتوليد، المركز الألماني لبحوث السرطان،والجمعية الكندية للسرطان. ظل بعض الناشطين ضد الإجهاض في الإدعاء بأن هناك علاقة سببية بين الإجهاض وسرطان الثدي،واستجابة لاهتمام المجتمع بهذا الأمر عقد المعهد الوطني للسرطان ورشة عمل، جمع فيها ما يزيد عن 100 خبير في هذا المجال، والذين خرجوا بنتيجة توافقية مفادها أنه وإن كانت هناك أبحاث تثبت وجود علاقة إحصائية ما بين الأمرين، إلا أن الدلائل العلمية الأقوى، المبنية على دراسات التعرض المستقبلية، تنفي وجود علاقة ما بين الأمرين، وأن النتائج الإيجابية ربما كان مردها إلى إنحياز الاستجابة. بينما يرى آخرون أن الربط بين الأمرين يندرج تحت إستراتيجية عداء الإجهاض المتمركز حول المرأة.

## وجهة نظر المنظمات الطبية
اتفقت المنظمات الطبية الكبرى بعد تحليل البيانات على أن الإجهاض لا يسبب سرطان الثدي، منظمة الصحة العالمية، المعهد الوطني للسرطان، جمعية السرطان الأمريكية، الكلية الأمريكية لأطباء الأمراض النسائية والتوليد، الكلية الملكية لأطباء النساء والتوليد، المركز الألماني لبحوث السرطان والجمعية الكندية للسرطان.

## المؤيدون
يعد الدكتور جويل بريند واحدا من أهم داعمي هذه الفرضية.

## الآلية المفترضة
يفترض داعمو هذه الفرضية أن الإجهاض يحدث خللا في خلايا الثدي يؤدي إلى نمو خلايا الورم.

## التاريخ
أجريت أول دراسة حول هذه الفرضية في اليابان عام 1975.

## نماذج الفئران
التجارب التي أجريت على الفئران نفت وجود علاقة سببية.

## الدليل الوبائي
دائما ما كانت الإحصائيات المبنى على دراسات التعرض المستقبلية ضد هذه الفرضية.